# Nealcidion adjunctum
Nealcidion adjunctum es una especie de escarabajo longicornio del género Nealcidion, tribu Acanthocinini, subfamilia Lamiinae. Fue descrita científicamente por Thomson en 1865.

## Descripción
Mide 7,5 milímetros de longitud.

## Distribución
Se distribuye por Costa Rica y Panamá.